# Phenacodontidae
I fenacodontidi (Phenacodontidae) sono un gruppo di mammiferi erbivori estinti, classicamente inclusi fra i condilartri. Vissero tra il Paleocene medio e l'Eocene medio (circa 60 - 50 milioni di anni fa) e i loro resti fossili sono stati ritrovati in Nordamerica e in Europa. Sono stati considerati parenti stretti dei perissodattili.

## Descrizione
Questi animali avevano dimensioni che variavano da quelle di un gatto (ad esempio Tetraclaenodon, Lophocion ed Ectocion) a quelle di una pecora (ad esempio Phenacodus). I più piccoli fra i fenacodontidi non dovevano pesare più di 3 chilogrammi, ma generalmente erano più grandi e pesanti. Lo scheletro dei fenacodontidi è piuttosto primitivo, soprattutto per quanto riguarda la lunga e pesante coda. Erano tuttavia presenti alcune caratteristiche che richiamano i perissodattili: le lunghe zampe, ad esempio, presentavano cinque dita, ma il primo e il quinto dito mostravano una netta riduzione (almeno in alcune forme, come Phenacodus) che anticipa la morfologia dei perissodattili primitivi come Hyracotherium. Il cranio dei fenacodontidi era lungo e basso, ed era dotato di una piccola scatola cranica. Alcune specie (come Phenacodus intermedius) possedevano ossa nasali molto arretrate, come quelle degli attuali tapiri: ciò indicherebbe la presenza di una corta proboscide o di un forte labbro prensile (Thewissen, 1990).
La dentatura dei fenacodontidi, in particolare nelle ultime forme, era piuttosto specializzata: i molari e i premolari erano dotati di basse cuspidi che a volte si univano in creste, simili a quelle dei perissodattili arcaici. Alcune forme (ad es. Meniscotherium) possedevano creste dalla forma a mezzaluna, un adattamento insolito per animali così antichi. Solo pochi altri mammiferi arcaici possedevano denti dotati di strutture simili, ad esempio Pleuraspidotherium.

## Evoluzione
I fenacodontidi si svilupparono nel Paleocene medio in Nordamerica e includevano animali di piccola taglia, come Tetraclaenodon che poteva raggiungere la taglia di una volpe. In seguito, benché ancora di piccole dimensioni, acquisirono una morfologia più specializzata. La comparsa di Phenacodus e di Ectocion in Nordamerica è utilizzata come limite di demarcazione dell'inizio del Paleocene superiore. In seguito i fenacodontidi invasero anche l'Europa, anche se non divennero mai abbondanti come in Nordamerica. Verso l'inizio dell'Eocene questi animali divennero più rari, soprattutto in Nordamerica. Solo forme come Phenacodus e Almogaver sopravvissero fino all'Eocene medio in Europa, mentre in Nordamerica (oltre a Phenacodus) era presente anche Ectocion. Un'eccezione alla scarsità di fenacodontidi dell'Eocene inferiore è rappresentata da Meniscotherium, di taglia simile a quella di un cane: in alcuni giacimenti i fossili di questo animale formano veri e propri letti d'ossa. Meniscotherium, tipico dell'Eocene inferiore, potrebbe essersi originato già nel Paleocene superiore.

## Classificazione
I fenacodontidi sono stati classicamente inclusi nel grande gruppo (oggi considerato artificiale) dei condilartri. In particolare, il genere Phenacodus è spesso illustrato come il condilartro per eccellenza, a causa della notevole abbondanza di resti fossili di questa forma. In ogni caso, alcune analisi filogenetiche hanno messo in luce effettive parentele tra i vari gruppi di "condilartri": ad esempio, potrebbero esserci strette correlazioni tra un clade contenente proboscidati, iracoidi, perissodattili e fenacodontidi e un altro clade con Microhyus e i macroscelidi (Tabuce et al., 2001). Il clade comprensivo di queste forme sarebbe analogo al clade Taxeopoda proposto da Archibald nel 1998.

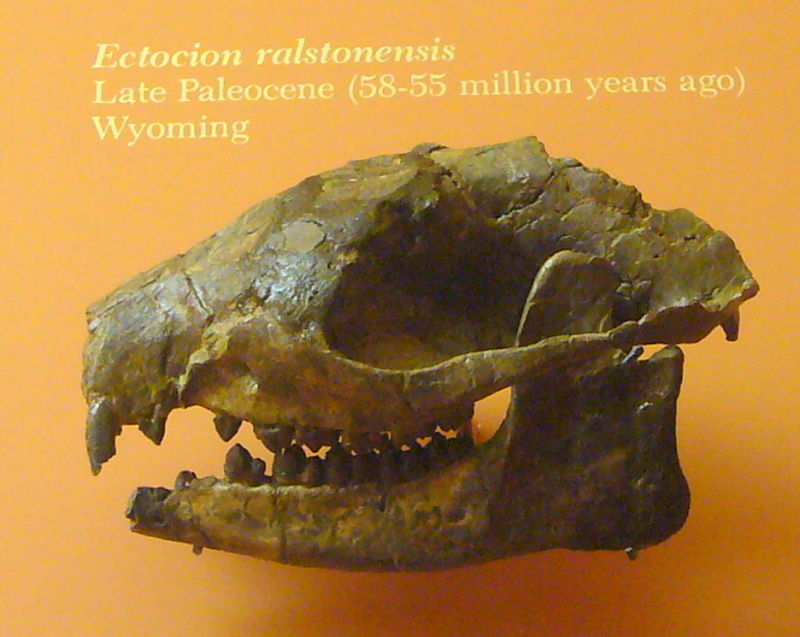
Cranio di Ectocion ralstonensis

PHENACODONTIDAE
- †Tetraclaenodon ?
- †Phenacodontinae
  - †Almogaver
  - †Copecion
  - †Ectocion
  - †Lophocion
  - †Phenacodus
- †Meniscotheriinae
  - †Meniscotherium

## Paleoecologia
Come mostra la dentatura specializzata in alcune forme, almeno alcuni fenacodontidi dovevano essere erbivori. Meniscotherium, in particolare, era la forma più specializzata in tal senso.
La forma delle zampe indica che alcuni fenacodontidi, come Phenacodus, erano abbastanza adattati alla corsa. Ectocion, di cui sono note solo poche ossa delle zampe, potrebbe essere stato un migliore corridore dei suoi parenti di taglia maggiore.